# Джильоли, Джулио
Джулио Квирино Джильоли (итал. Giulio Quirino Giglioli; 11 июля 1886, Рим — 11 ноября 1957, там же) — историк классического Римского и Этрускского искусства. Был связан с фашизмом в Италии.

## Биография
Джильоли был учеником и помощником Эммануэля Лёви и Родольфо Ланчани. Он воевал во время Первой мировой войны, во время которой он сделал публикацию о вновь открытой статуе Аполлона из Веи в 1916 году. В послевоенные годы занимал должности в Римском университете, начиная с 1923 года. Там он получил звание профессора древней топографии, а также классической истории искусства. Он стал членом городского совета в 1935 году.
Занимался раскопкой мест, связанных с этрусками, а также работал над фашистскими проектами в Риме, в частности, над раскопками Форума Августа, и Мавзолея Августа. Поскольку его работа была проведена в основном в 1930-х годах, он продемонстрировал необходимую верность фашизму и Бенито Муссолини. Джильоли считался «главным археологом режима, который использовал свои исследования, чтобы утверждать, что национальные и исторические цели фашизма являются частью непрерывной траектории Римской истории». После падения режима дуче в 1943 году, Джильоли вернулся в университет и основал журнал «Archeologia Classica» в 1948 году. Среди его учеников был Массимо Паллоттино, который позже стал первопроходцем этрускологии как учебной дисциплины.